# St. Antonius (Bitterfeld)

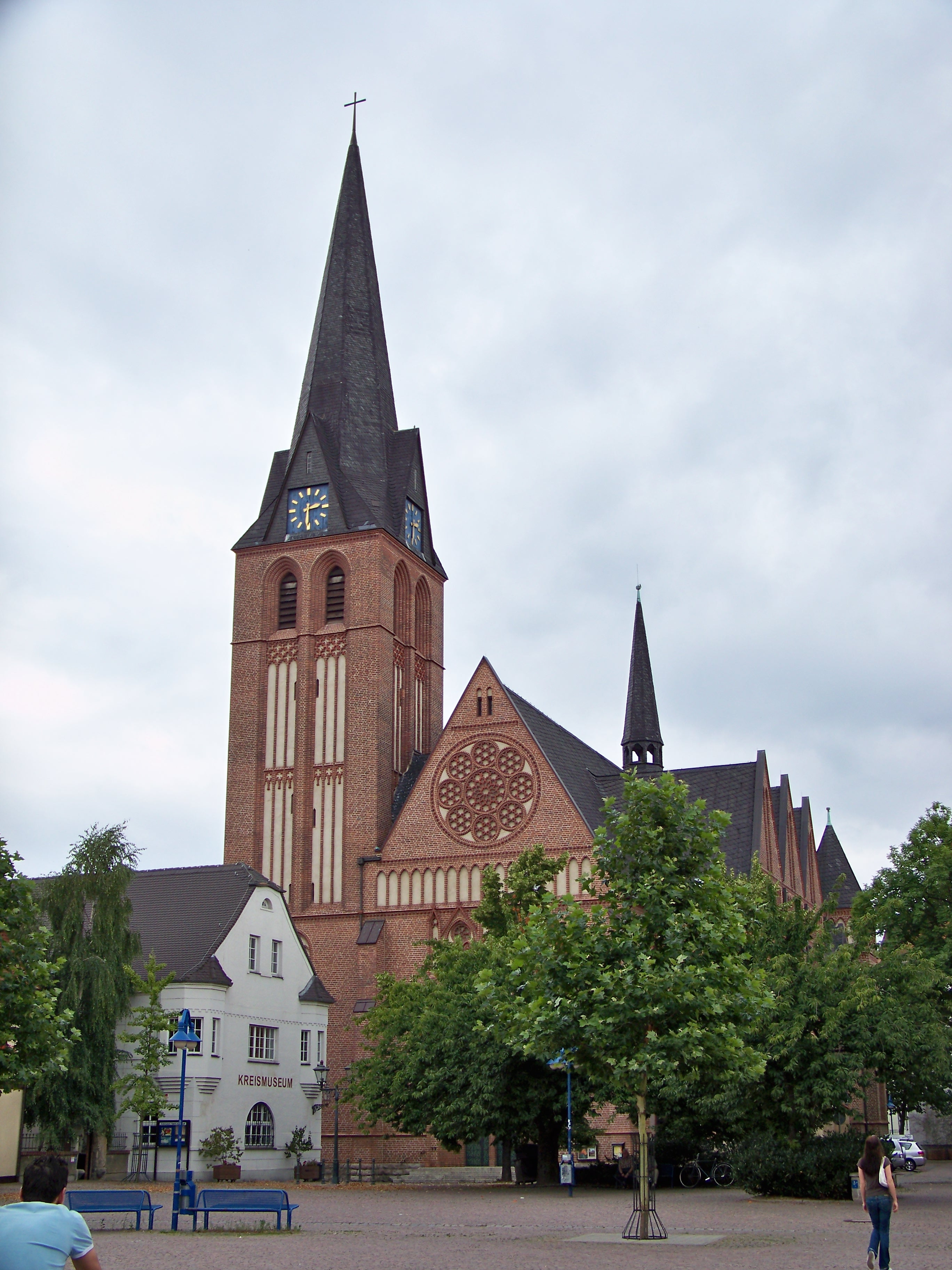
St. Antonius (Bitterfeld)

Die Evangelische Stadtkirche Bitterfeld ist eine dreischiffige neugotische Hallenkirche in Bitterfeld im Landkreis Anhalt-Bitterfeld in Sachsen-Anhalt. Sie gehört zur evangelischen Kirchengemeinde Bitterfeld im Kirchenkreis Wittenberg der Evangelischen Kirche in Mitteldeutschland (EKMD).

## Geschichte und Architektur
Die Kirche ist eine nach Norden ausgerichtete, neugotische Kirche in Backstein-Mauerwerk über einem Sockel aus Porphyr. Die große, dreischiffige, dreijochige Hallenkirche mit Südwestturm und Dachreiter wurde 1905–1910 errichtet und anstelle eines Patroziniums den vier Evangelisten geweiht. Sie und ihre Symbolfiguren finden sich an den Stuhlwangen und an den Dienstbündeln der Säulen. Die Evangelische Stadtkirche Bitterfeld entstand anstelle eines spätgotischen Vorgängerbaus (St. Antonius) nach einem Entwurf von Oskar Hoßfeld durch Friedrich Beisner und Hermann Gensel; die spätgotische Kapelle der Vorgängerkirche blieb dank der Initiative des Kirchenrendanten und Museumsgründers Emil Obst erhalten und wurde im Südosten in den Neubau einbezogen.
Die dem Markt zugewandte Südseite ist als Schauseite ausgebildet und mit einem Stufenportal, schlanken lanzettförmigen Putzblenden, Blendmaßwerk und einer Fensterrosette reich gegliedert. Südwestlich neben der Vorhalle erhebt sich der durch weiße Putzblenden gegliederte 63 m hohe Turm mit einem schlanken Helm. Die Seitenschiffe sind mit je drei Zwerchgiebeln versehen, zwischen den Strebepfeilern sitzen die weit heruntergezogenen, spitzbogigen, vierteiligen Fenster. An den rechteckigen Chorraum schließen sich der Konfirmandensaal und die Sakristei an.
Im Innern ist die Halle mit Rippengewölben über Achteckpfeilern geschlossen und durch Hufeisenemporen über breiten Spitzbogenarkaden eingefasst. Das Zellengewölbe der Südostkapelle wurde als Motiv im Konfirmandensaal und in der Sakristei aufgegriffen. Die ursprüngliche Bemalung der Wände mit Rankenwerk und Quadrierung nach der Art der Spätgotik wurde Ende der 1950er Jahre entfernt und durch einen schlichten Anstrich ersetzt. die Hauptstücke der Ausstattung stammen von 1910. Bei der Umgestaltung in den 1950er Jahren ging der Kanzelaltar in Teilen verloren. Im Fußbodenmosaik des Altarraumes sind noch Reste der Kanzelaltaranlage zu erkennen. Aus den verzierten Wandteilen der Altaranlage wurde ein Schrank gebaut, der noch heute in der Kirche steht.

## Ausstattung
Hervorzuheben ist ein spätgotischer Schnitzaltar aus dem 16. Jahrhundert, der in den Jahren 1956–1960 restauriert wurde; er zeigt im Mittelschrein die Mondsichel-Madonna zwischen den Heiligen Antonius und Mauritius, auf den Flügeln die Heiligen Ursula und Katharina. Die erste Wandlung zeigt vier gemalte weibliche Heilige vor einer Landschaft: Maria Magdalena, Barbara, Dorothea und Margareta, auf der Werktagsseite die Verkündigung. In der Predella ist Anna selbdritt dargestellt, auf dem Schiebedeckel gemalt Johannes der Täufer, seitlich links ein heiliger Bischof und Laurentius, rechts die Heiligen Nikolaus und Stephanus (ähnlich den Schnitzaltären in Fredersdorf und Pouch), die Kreuzigungsgruppe von 1910 ist jetzt über dem Mittelschrein zu sehen.
Ein weiterer Schnitzaltar vom Anfang des 16. Jahrhunderts ist in der sog. Alten Kapelle aufbewahrt; er wurde 1956 restauriert; er zeigt im Mittelschrein die Madonna zwischen den Heiligen Martin und Laurentius, in den Flügeln Maria Magdalena und eine männliche Figur, evtl. Sebastian. Die Werktagsseite zeigt den heiligen Wolfgang und Johannes den Evangelisten; in der mit Flügeln verschließbaren mittleren Nische der Predella ist eine Anna selbdritt, auf den Flügeln innen der heilige Hieronymus und eine weitere Heiligenfigur, außen die Verkündigung und seitlich Hiob und die Anbetung der Heiligen Drei Könige dargestellt.
Im Aufgang zum Glockenturm hängt ein Perückenkruzifix aus der Zeit um 1480, an der Südwand der Ostempore ein Epitaph für Andreas Mitternacht d. J. († 1597) und Andreas Mitternacht († 1600). Unter der Orgelempore steht die Renaissancekanzel aus der ehemaligen Kirche zu Niemegk.
Ursprünglich war die Kirche mit einer Orgel von Wilhelm Rühlmann, die über drei Manuale, Pedal und 42 Register verfügte, ausgestattet. 1968 wurde diese Orgel durch ein Werk der Firma Schuster mit 36 Registern auf drei Manualen und Pedal mit mechanischen Spieltrakturen und Schleifladen ersetzt. Den aufgrund der Holzpfeifen des Prinzipalbaß 16' bemerkenswerten Prospekt entwarf Fritz Leweke.